# William Baldwin
William Joseph Baldwin (Massapequa, Nueva York, 21 de febrero de 1963) es un modelo y actor estadounidense, miembro de la familia Baldwin de actores.

## Biografía
Tiene cinco hermanos: dos hermanas y tres hermanos. Además es el cuarto en dedicarse al cine dentro de la familia; ya que sus hermanos Alec, Daniel y Stephen también son actores.
Licenciado en Ciencias Políticas por la State University of New York. 
Trabajó como modelo para Levi's 501, Nike y otras firmas. Fue su hermano Alec el que le ayudó a abrirse camino en la profesión de actor recomendándole al director Oliver Stone, con el que había trabajado en Hablando con la muerte, para que le diera un pequeño papel en Nacido el 4 de julio. 
Más tarde consiguió papeles protagonistas en Línea mortal (junto a Kiefer Sutherland y Julia Roberts) y Llamaradas de Ron Howard.
Son famosas las peleas que sostuvo con Sharon Stone, su compañera en Sliver, durante el rodaje de las escenas de sexo. 
Es Presidente de la Coalición Creativa, organización que se dedica a concienciar a la comunidad artística sobre temas tan variados como el ambiente y la financiación federal de las artes. Es miembro del consejo de Project Help, organización dedicada a los problemas de vivienda de los "sin techo" en la ciudad de Nueva York.
También es conocido por interpretar a Patrick Darling IV en Sexy Money (Dirty Sexy Money).
Está casado desde 1995 con la cantante y actriz Chynna Phillips y tienen tres hijos.

## Filmografía
- 1989: Nacido el 4 de julio
- 1990: Flatliners o Línea mortal
- 1990: Internal Affairs
- 1991: Llamaradas
- 1993: Sliver
- 1993: Three of Hearts
- 1995: A Pyromaniac's Love Story
- 1995: Fair Game
- 1996: Curdled
- 1998: Shattered Image
- 1999: Virus
- 2000: Primary Suspect
- 2000: Relative Values
- 2001: Double Bang
- 2001: Say Nothing
- 2002: Las tres caras del crimen
- 2002: You Stupid Man
- 2004: Art heist
- 2005: The Squid and the Whale
- 2008: Dirty Sexy Money

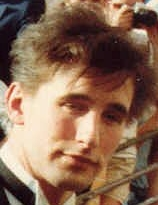
El actor, en la alfombra roja de la 60.ª edición de los Oscars de Hollywood.

- 2010: Liga de la justicia: crisis en los dos mundos como la voz de Batman
- 2010-2012: Gossip girl como William van der Woodsen
- 2013: Stranger within
- 2019: Backdraft 2
- 2019: Too old to die young (serie)
- 2025: No Address[1]